# La Maison de la terreur
Pour plus de détails, voir Fiche technique et Distribution.
La Maison de la terreur (titre original : La casa con la scala nel buio) est un giallo italien réalisé par Lamberto Bava et sorti en 1983.

## Synopsis
Dans l'incipit, trois petits garçons vont jouer dans une maison abandonnée. Deux d'entre eux obligent le troisième à descendre dans une cave obscure pour récupérer une balle de tennis préalablement lancée : le petit garçon a très peur, mais pour ne pas se faire traiter de chochotte par ses amis, il y va. À un moment donné, le garçon pousse un cri terrible : la balle est renvoyée, mais elle est souillée de sang. La scène change : nous sommes dans une grande maison de maître où le propriétaire discute avec Bruno, le nouveau locataire. Bruno est compositeur et musicien et travaille sur la musique d'un film d'horreur : c'est son travail qui l'incite à s'installer pour un mois dans la maison, où il aura son jardinier comme voisin.
Peu après, Bruno va voir Sandra, la réalisatrice avec laquelle il travaille. Sandra ne veut pas lui révéler la fin du film, mais lui fait revoir une scène qu'il a déjà vue de nombreuses fois : il s'agit précisément de la séquence des enfants dans la cave, vue au début du film. Sandra lui raconte qu'enfant, elle était terrifiée par le noir et que sa philosophie est que c'est dans le noir que se cachent la mort et tous les pièges de la vie. Elle lui révèle ensuite qu'elle l'a choisi comme compositeur précisément parce qu'il n'est pas habitué au cinéma et qu'il est donc, selon elle, plus spontané pour transposer en musique ses propres sentiments et ceux du film. Sandra déclare enfin qu'elle l'a choisi pour rester dans cette maison précisément parce qu'elle était trop spacieuse, et donc un endroit parfait pour ressentir la peur.
De retour chez lui, Bruno commence à jouer, mais il entend des voix étranges qui marmonnent quelque chose. Il décide alors d'explorer la maison et tombe sur Katia, une jeune fille qui habite la maison en face de la villa et qui s'y était rendue en pensant retrouver Linda, l'ancienne locataire. Aussi vive que belle, la jeune fille disparaît mystérieusement après être allée aux toilettes. Entre-temps, Bruno remarque d'autres bizarreries dans la maison, notamment des entailles qu'une femme vient de faire sur une photo pornographique et un journal intime de Katia que la jeune fille a laissé sur place. Bruno essaie de ne pas y penser et se remet à jouer et à composer la musique du film : au moment où il le fait, la jeune fille est sauvagement assassinée par un individu armé d'un cutter. Peu après, Bruno, qui n'a toujours pas retrouvé la sérénité après la disparition de la jeune fille, tombe sur le jardinier qui porte un lourd sac noir.
Soudain, Giulia, une actrice, la petite amie de Bruno, débarque chez lui pour le surprendre. L'homme lui raconte ce qui se passe et lui montre le journal intime de Katia, dans lequel la jeune fille a écrit qu'elle a appris un secret choquant sur Linda. Bruno lui lit également la transcription de certaines phrases qu'il a trouvées dans les enregistrements effectués quelques heures plus tôt, dans lesquels ils parlent d'un secret que personne ne devrait connaître. Giulia, plus en proie à la jalousie qu'à l'inquiétude, retourne bientôt à Naples, où elle joue dans une pièce de théâtre. Entre-temps, une autre colocataire, Angela, se présente à la maison et cherche Katia, son amie et colocataire. Bruno reçoit un coup de téléphone de Sandra et est contraint de partir ; Angela reste donc sur place, se baigne dans la piscine et trouve un cutter au fond. Elle ne le sait pas, mais ce cutter est l'arme avec laquelle Katia a été tuée. Peu après, une femme attaque Angela dans la salle de bains, la tue et tente de nettoyer la scène du crime du mieux qu'elle peut. Le jardinier, qui avait espionné Angela pendant qu'elle se déshabillait, ne remarque rien.
Pendant ce temps, Bruno attend en vain Sandra alors qu'il regarde encore et encore la même scène. Il finit par lui laisser un mot lui demandant de venir le voir chez lui. Une fois chez lui, Bruno sent que quelque chose d'étrange s'est produit : il commence donc à tout explorer, mais ne trouve aucune trace de crime. Au bout d'un moment, Sandra arrive à la maison : Bruno lui raconte ce qui se passe et ils partent ensemble explorer la cave, qui était fermée à clé il y a quelques minutes encore. Ils y découvrent une boîte remplie de balles de tennis : Sandra comprend alors que la Linda qui vivait dans cette maison est une personne qu'elle a connue et qu'elle était obsédée par les balles de tennis, à tel point qu'elles ont inspiré son film. Soudain, elles entendent des bruits de pas à l'étage : c'est encore une femme, qui prend un couteau et commence à regarder autour d'elle.
Sentant que quelque chose ne va pas, ils montent à l'étage en essayant de ne pas se faire entendre. Pendant ce temps, la mystérieuse femme armée se cache derrière un rideau. Mais il s'agit d'un malentendu : la femme n'est autre que Giulia, qui est revenue parce qu'elle a été effrayée par les histoires de son petit ami à la fin de la pièce et parce que son spectacle théâtral a été annulé. Les deux amis passent une nuit agréable ensemble, mais le lendemain, Giulia s'est volatilisée. Entre-temps, Sandra téléphone à son amie Linda : elle lui avoue qu'elle a utilisé son histoire pour le film, mais lui assure qu'elle n'a parlé de son secret à personne. Bruno continue de chercher Giulia : le jardinier lui révèle qu'il l'a vue errer la nuit pendant plusieurs nuits consécutives, et il est donc convaincu que la jeune fille souffre d'insomnie. Pendant ce temps, Giulia écoute leur conversation : au bout d'un moment, Bruno la trouve en train d'écouter de la musique ; ils se disputent. C'est alors que Bruno confronte le jardinier, cherchant à savoir ce qu'il sait. Ne se fiant pas au récit de Giulia, Bruno téléphone à la production et découvre que Giulia lui a raconté un tissu de mensonges : le spectacle n'a pas été annulé, c'est elle qui est partie sans même le lui dire.
Bruno se rend donc dans le studio de Sandra, avec l'intention de visionner la fin du film : la cassette qui contenait cette séquence a cependant été détruite. Un technicien décide néanmoins de reconstituer la bande afin de montrer la fin à Bruno : l'homme découvre alors que l'épisode de la cave s'est répété dans cette scène, mais que cette fois-ci une femme était également impliquée. Entre-temps, le jardinier Giovanni découvre les cadavres des deux jeunes filles alors qu'il travaille : terrifié, il tombe à son tour sur la meurtrière, qui le tue. Peu après, Sandra arrive à son tour sur les lieux, trouvant la mort aux mains d'une femme qui l'étrangle avec une ceinture et la traîne ensuite en rond, amusée. Alors que Bruno rentre chez lui, Giulia trouve le cadavre de Sandra dans un garage : coincée à l'intérieur, l'actrice tombe sur une femme armée d'un couteau qui rit de manière menaçante. Alors que Giulia erre dans la maison, de nombreuses balles de tennis pleuvent sur elle : c'est à ce moment qu'elle aperçoit pour la première fois la femme qui hante la maison et qu'elle fuit. La femme la suit néanmoins et tente de la poignarder en répétant des répliques du film de Sandra.
Bruno arrive juste à ce moment-là : Giulia tente de le rejoindre, mais trébuche sur les balles de tennis et tombe mortellement. On découvre alors que la personne qui faisait des victimes dans cette maison était en fait Tony, le propriétaire de la maison, qui était secrètement transsexuel. Tony se déguisait en femme et se faisait appeler Linda, mais son incapacité à accepter sa transsexualité et un traumatisme subi dans sa jeunesse l'avaient rendu fou, le poussant à tuer les filles auxquelles il avait affaire. Bruno s'est battu avec lui et a fini par le tuer.

## Fiche technique
- Titre français : La Maison de la terreur
- Titre original italien : La casa con la scala nel buio
- Réalisation : Lamberto Bava, assisté de Michele Soavi
- Scénario : Elisa Briganti (it) et Dardano Sacchetti
- Photographie : Gianlorenzo Battaglia
- Montage : Lamberto Bava
- Musique : Guido De Angelis et Maurizio De Angelis
- Décors et costumes : Stefano Paltrinieri
- Production : Lamberto Bava, Mino Loy et Luciano Martino
- Pays de production :  Italie
- Format : Couleurs - 1,85:1 - Mono - 16 mm
- Genre : giallo, film d'épouvante
- Durée : 110 minutes (Italie), 96 minutes (France)
- Dates de sortie : 
  - Italie : 6 aout 1983
  - France : 23 décembre 1987
- Classification :
  - France : interdit aux moins de 16 ans lors de sa sortie

## Distribution
- Andrea Occhipinti (it) : Bruno
- Annie Papa (it) : Sandra
- Michele Soavi : Tony Rendina, propriétaire de la villa
- Lara Nakszyński (it) : Giulia Rubini
- Valeria Cavalli : Katia
- Fabiola Toledo : Angela
- Stanko Molnar : le gardien Giovanni
- Giovanni Frezza (it) : enfant blond au début du film
- Marco Vivio (it) : autre enfant au début du film
- Lamberto Bava : l'homme dans la salle de montage[1]

## Production
Lamberto Bava s'est vu proposer de réaliser La Maison de la terreur alors qu'il assistait Dario Argento sur Ténèbres (1982). Le film a été écrit par Dardano Sacchetti et Elisa Briganti. Bava et Sacchetti ont rappelé que leur collaboration avait été difficile, les deux étant plus amicaux lors de la production de La Baie sanglante (1971), mais que leur approche de ce film était en désaccord l'un avec l'autre.
Le film a été initialement commandé pour Rai par le producteur Mino Loy et a été diffusé en quatre segments de 30 minutes. Bava a expliqué que son objectif initial était d'avoir un meurtre choquant à la fin de chaque segment. Le producteur Luciano Martino a offert à Bava sa villa comme lieu de tournage, située au 75 Via Cassia dans le quartier de Parioli à Rome. Lorsque le film a été présenté aux censeurs de la télévision, il a été jugé trop violent pour être diffusé. Plutôt que de monter le film, les producteurs ont demandé à Bava d'en faire un film de cinéma, ce qui a conduit à gonfler la copie 16 mm en 35 mm pour la distribution en salle,. Le film est sorti en Italie le 6 août 1983.
L'actrice Lara Nakszyński (it) est la nièce de Klaus Kinski et la cousine de Nastassja Kinski.